# Gasconisme
Un gasconisme és un mot o expressió vingut de l'occità gascó cap al català o altres llengües (en francès designava més àmpliament un occitanisme).